# 高橋衛

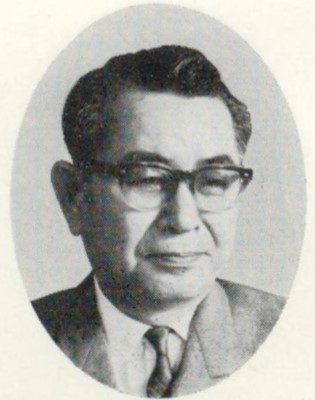
高橋 衛

高橋 衛（たかはし まもる、1903年〈明治36年〉2月26日 - 1986年〈昭和61年〉4月26日）は、日本の台湾総督府官僚、大蔵官僚、政治家。参議院議員（3期）、経済企画庁長官（第14-15代）。

## 経歴
福井県武生市（現越前市）出身。高橋茂平の長男として生まれる。武生中学、第四高等学校を経て、1927年3月、東京帝国大学経済学部経済学科を卒業。1926年11月、高等試験行政科試験に合格。1927年4月、台湾総督府属となり財務局に配属。新竹州内務部教育課長、総督官房審議室、兼台湾総督府秘書官などを歴任。1937年3月から1939年2月まで欧米各国に出張した。
1939年7月、台湾総督府財務局主計課長に就任。太平洋戦争を迎え、1942年11月から翌年10月まで海軍ボルネオ民政部タラカン支部長を務める。その後、台湾総督府財務局長を経て、台北州知事として終戦を迎えた。
戦後、1946年6月、大蔵事務官に転じ神戸税関長心得に就任。広島財務局長を経て、1949年6月に初代国税庁長官に就任し、シャウプ勧告による税制改革を実施した。1952年12月に退官。
1953年4月、第3回参議院議員通常選挙の全国区に自由党から出馬し初当選。その後、福井地方区に転じ第5回、第7回参議院議員通常選挙で再選され3期務めた。1971年6月の第9回参議院議員通常選挙に出馬したが落選。
参議院議員としては、参院自由民主党国会対策委員長などを務める。また、第2次岸内閣の農林政務次官、第3次池田改造内閣と第1次佐藤内閣の国務大臣経済企画庁長官に就任した。1973年春の叙勲で勲一等瑞宝章受章（勲三等からの昇叙）。
その他、日本税理士連合会会長、日本学協会の設立準備委員会監事、武生郷友会理事長を務めた。1986年4月26日死去、83歳。死没日をもって従四位から従三位に叙される。

## 伝記
- 『高橋衛伝』高橋衛伝記出版の会、1990年4月。 NCID BN07044076。全国書誌番号:90047804。